# ماريا إيروغيين
ماريا إيروغيين (بالإسبانية: María Irigoyen)‏ مواليد 24 يونيو 1987 في تانديل، هي لاعبة كرة مضرب أرجنتينية بدأت مسيرتها كمحترفة سنة 2005 تلعب باليد اليسرى وتحتل حالياً المرتبة رقم. 201 (8 فبراير 2016) في تصنيف رابطة محترفات كرة المضرب. أعلى تصنيف لها في الفردي كان المركز الـ 147 في سنة 2015. أعلى تصنيف لها في الزوجي كان المركز الـ 62 في سنة 2016.

## النهائيات

### الزوجي: 5 (الألقاب 2, الوصافة 3)
| الحصيلة | الرقم | التاريخ        | الدورة                       | الأرضية | الشريك              | المنافس                            | النتيجة           |
| ------- | ----- | -------------- | ---------------------------- | ------- | ------------------- | ---------------------------------- | ----------------- |
| الفوز   | 1.    | 22 فبراير 2014 | بطولة ريو للتنس، البرازيل    | ترابية  | ايرينا كاميليا باغو | جوانا لارسون شانل سكيبرز           | 6–2, 6–0          |
| الوصافة | 1.    | 21 فبراير 2015 | بطولة ريو للتنس، البرازيل    | ترابية  | ايرينا كاميليا باغو | يساليني بونافنتور ريبيكا بيترسون   | 0–3, ret.         |
| الوصافة | 2.    | 31 يوليو 2015  | كأس البرازيل للتنس، البرازيل | ترابية  | بولا كانيا          | آنيكا بيك لورا سيجموند             | 3–6, 6–7(1–7)     |
| الوصافة | 3.    | 20 سبتمبر 2015 | كيبيك، كندا                  | صلبة    | بولا كانيا          | باربورا كرجتشيكوفا أن صوفي ميستاتش | 6–4, 3–6, [10–12] |
| الفوز   | 2.    | 20 فبراير 2016 | بطولة ريو للتنس، البرازيل    | ترابية  | فيرونيكا كابدي رويج | تارا مور كوني بيرين                | 6–1, 7–6 (7–5)    |

## روابط خارجية
- ماريا إيروغيين على موقع رابطة محترفات التنس (الإنجليزية)
- ماريا إيروغيين على موقع الاتحاد الدولي لكرة المضرب (الإنجليزية)
- ماريا إيروغيين على موقع كأس بيلي جين كينغ (الإنجليزية)
- ماريا إيروغيين على موقع خلاصة التنس.كوم (الإنجليزية)